# Petro Anissim
Petro Ihnatowytsch Anissim (ukrainisch Петро Ігнатович Анісім, engl. Transkription Petro Anisim; * 6. April 1952 in Jatra, BSSR, Sowjetunion; † 22. Oktober 2016) war ein ukrainischer Mittelstreckenläufer, der für die Sowjetunion an den Start ging. Seinen größten sportlichen Erfolg feierte er mit dem Vizehalleneuropameistertitel über 1500 Meter 1975 in Katowice.

## Sportliche Laufbahn
Erste internationale Erfahrungen sammelte Petro Anissim vermutlich im Jahr 1974, als er bei den Europameisterschaften in Rom mit 3:44,7 min in der Vorrunde über 1500 Meter ausschied. Im Jahr darauf gewann er bei den Halleneuropameisterschaften in Katowice in 3:45,4 min die Silbermedaille hinter Thomas Wessinghage aus der Bundesrepublik Deutschland. Anschließend trat er nicht mehr international in Erscheinung, blieb aber zumindest bis 1981 auf nationaler Ebene aktiv.
1974 wurde Anissim sowjetischer Meister im 1500-Meter-Lauf.

## Persönliche Bestleistungen
- 1500 Meter: 3:39,0 min, 20. Juni 1975 in Warschau
  - 1500 Meter (Halle): 3:45,4 min, 9. März 1975 in Katowice